# Újleszkovica
Újleszkovica (horvátul: Nova Ljeskovica) falu Horvátországban, Pozsega-Szlavónia megyében. Közigazgatásilag Cseglényhez tartozik.

## Fekvése
Pozsegától légvonalban 27, közúton 37 km-re keletre, községközpontjától  4 km-re északkeletre, a Pozsegai-medence keleti részén, a Krndija-hegység déli lábánál, Krajina-patak mentén fekszik. Vasútállomása van a Nova Kapela – Nekcse vasútvonalon.

## Története
Újleszkovica, vagy más néven Irenovac 1895-ben keletkezett Leszkovica déli határrészén a Krajina-patak mellett. Ekkor építettek ide egy nagy gőzfűrésztelepet, mely körül erdei munkások, szénégetők, lakatosok, gépészek, vadőrök telepedtek le. Évekig tartott mire az erdőirtásokon létrejött a mai település magja. Lakói közül legtöbben csak időlegesen tartózkodtak itt, majd nemsokára továbbáltak a környék más fűrésztelepeire és erdészeteibe, de néhány család még 30-50 év után is itt maradt.
1900-ban 388, 1910-ben 478 lakosa volt a településnek. Az 1910-es népszámlálás szerint lakosságának 29%-a magyar, 26%-a horvát, 14%-a szlovák, 11%-a német, 8%-a cseh anyanyelvű volt. Pozsega vármegye Pozsegai járásának része volt. Az első világháború után 1918-ban az új szerb-horvát-szlovén állam, majd később (1929-ben) Jugoszlávia része lett. A magyar és német lakosságot a második világháború idején a partizánok elüldözték, helyükre a háború után horvátok és szerbek települtek. 1991-től a független Horvátországhoz tartozik. 1991-ben lakosságának 44%-a horvát, 18%-a szerb, 5%-a jugoszláv nemzetiségű volt. 2011-ben a településnek 486 lakosa volt. A településen orvosi rendelő, felnőttek gondozására szolgáló pszichiátriai intézet és idősotthon, valamint tűzoltószerház üzemel.

## Lakossága
| Lakosság változása | Lakosság változása | Lakosság változása | Lakosság változása | Lakosság változása | Lakosság változása | Lakosság változása | Lakosság változása | Lakosság változása | Lakosság változása | Lakosság változása | Lakosság változása | Lakosság változása | Lakosság változása | Lakosság változása | Lakosság változása |
| ------------------ | ------------------ | ------------------ | ------------------ | ------------------ | ------------------ | ------------------ | ------------------ | ------------------ | ------------------ | ------------------ | ------------------ | ------------------ | ------------------ | ------------------ | ------------------ |
| 1857               | 1869               | 1880               | 1890               | 1900               | 1910               | 1921               | 1931               | 1948               | 1953               | 1961               | 1971               | 1981               | 1991               | 2001               | 2011               |
| 0                  | 0                  | 0                  | 0                  | 388                | 478                | 665                | 695                | 342                | 511                | 549                | 496                | 512                | 575                | 668                | 486                |

## Nevezetességei
A Szentlélek tiszteletére szentelt kápolnája.

## Oktatás
A településen a cseglényi elemi iskola területi iskolája működik.